# Dennis Bakker
Dennis Bakker (né le 4 novembre 1993 à Hoorn) est un coureur cycliste néerlandais.

## Biographie
Dennis Bakker naît le 4 novembre 1993 à Hoorn aux Pays-Bas.
Il court pour la formation Ruiter-Dakkapellen en 2012. Il intègre l'équipe Metec-TKH Continental en 2013. En 2014, il se classe notamment 6e de l'Arno Wallaard Memorial, 9e de Skive-Løbet, 2e du championnat des Pays-Bas sur route espoirs et 18e de la RideLondon-Surrey Classic.
En 2015, il devient membre de la formation Parkhotel Valkenburg. Il s'illustre en avril lors du Tour du Loir-et-Cher, qu'il termine deuxième au classement général, derrière le Français Romain Cardis. Il se classe également le mois suivant 7e de Skive-Løbet et 10e de l'Olympia's Tour. En juin, il termine 4e du Mémorial Philippe Van Coningsloo, remporté par le Belge Robin Stenuit.

## Palmarès et classements mondiaux

### Palmarès sur route
- 2011
  - 2e de l'Isle of Man Junior Tour
- 2012
  - Rás Mumhan :
    - Classement général
    - 4e étape
- 2014
  - 2e du championnat des Pays-Bas sur route espoirs
- 2015
  - 2e du Tour du Loir-et-Cher
- 2016
  - Prologue du Tour de Slovaquie
- 2017
  - 3e du Slag om Norg

### Classements mondiaux
| Année           | 2014 | 2015 | 2016   | 2017 |
| --------------- | ---- | ---- | ------ | ---- |
| UCI Europe Tour | 824e | 289e | 1 073e | 427e |